# Sangeeta Bhatia

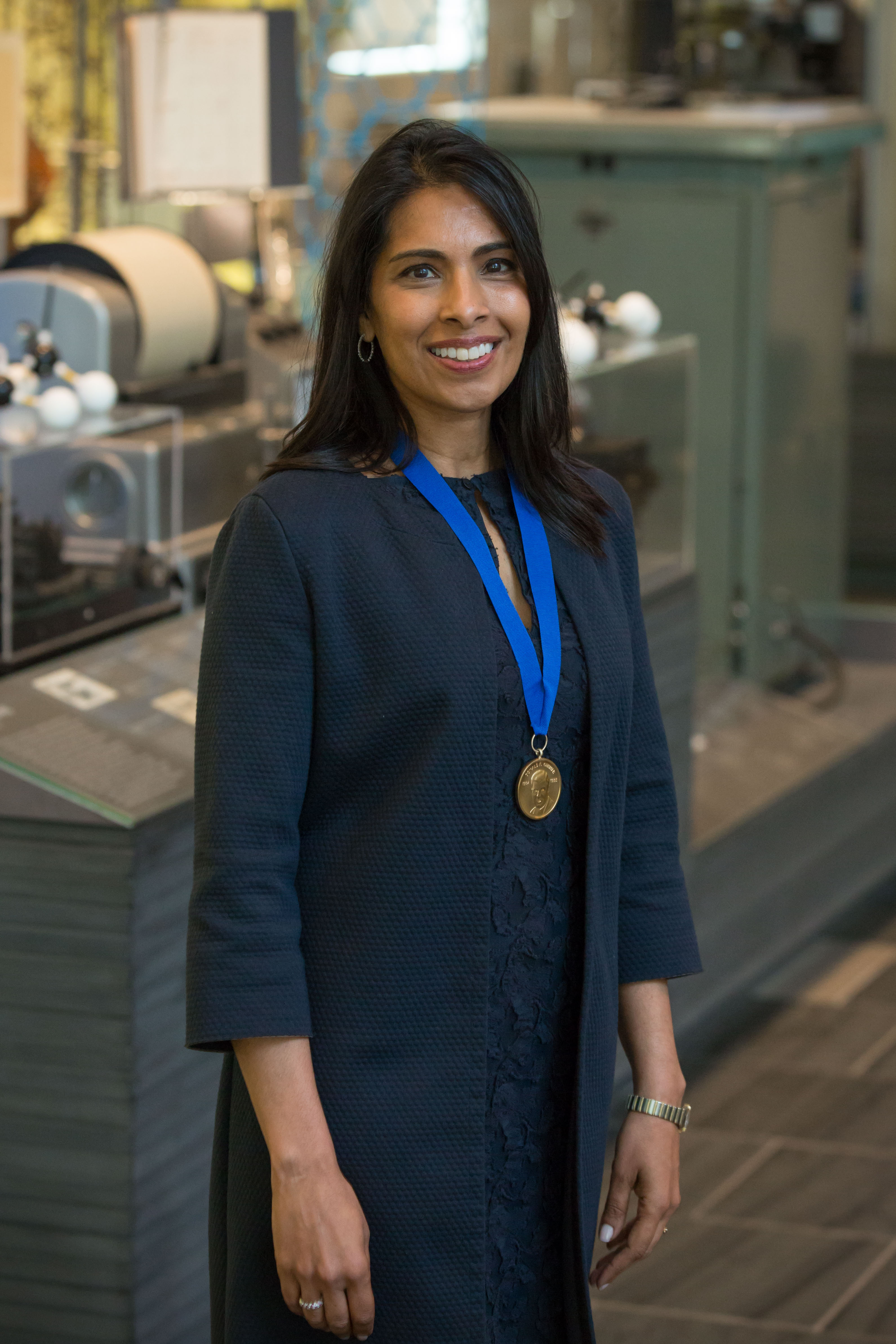
Sangeeta Bhatia

Sangeeta N. Bhatia (* 1968) ist eine US-amerikanische Bioingenieurin und Medizinerin. Sie ist Professorin am Massachusetts Institute of Technology (MIT). Ihr Forschungsgebiet ist die Entwicklung neuartiger Materialsysteme mittels Mikrostrukturtechnik und Nanotechnologie zur Erforschung, Diagnose und Behandlung von Krankheiten, insbesondere von Krebs und Lebererkrankungen.

## Leben
Sangeeta Bhatia stammt aus einer Familie indischer Einwanderer in die USA. Sie studierte zunächst an der Brown University. Nach einem Bachelor-Abschluss in Medizintechnik (Biomedical Engineering) im Jahr 1990 arbeitete sie zunächst ein Jahr lang bei ICI Pharmaceuticals in Wilmington (Delaware), setzte dann jedoch ihr Studium fort, diesmal am MIT, wo sie nach einem Master in Maschinenbau (Mechanical Engineering) im von der Harvard University und dem MIT gemeinsam angebotenen Programm Health Sciences and Technology zunächst 1997 einen Doktortitel in Medizintechnik des MIT erwarb und 1999 einen Doktor der Medizin von Harvard. Anschließend war sie Postdoktorandin am Massachusetts General Hospital.
Von 1999 bis 2005 forschte und lehrte sie im Bioengineering Department der University of California, San Diego, kehrte danach jedoch ans MIT zurück.
2016 wurde sie wissenschaftliche Gründungsdirektorin des Marble Center for Cancer Nanomedicine am Koch Institute for Integrative Cancer Research des MIT.
Mit Stand von Anfang 2018 ist sie zudem am MIT John J. and Dorothy Wilson Professor of Health Sciences and Technology and of Electrical Engineering and Computer Science sowie Direktorin des Laboratory for Multiscale Regenerative Technologies. Zudem ist sie Forscherin (Investigator) am Howard Hughes Medical Institute.
Bhatia war zudem an der Gründung mehrerer Biotechnologie-Firmen beteiligt, ist Mitglied der wissenschaftlichen Beiräte mehrerer Pharma- und Medizinunternehmen und seit Juni 2015 Mitglied des Board of Directors des Pharmaunternehmens Vertex Pharmaceuticals.
Sie ist mit dem an der Harvard-Universität tätigen Biologen Jagesh Shah verheiratet und hat zwei Kinder.

## Leistungen
Bhatias Forschung zielt auf die Anwendung von Miniaturisierungs-Methoden aus den Ingenieurwissenschaften im Bereich der Medizin. Mithilfe der Mikrotechnologie und Nanotechnologie arbeiten sie und ihre Mitarbeiter daran, lebende Organismen und synthetische Komponenten miteinander zu verbinden, um Fortschritte in medizinischer Diagnostik, Gewebeaufbau und dem Modellieren von Krankheiten zu erzielen. Insbesondere arbeitet Bhatia an der Anwendung von Nanotechnologie zur Diagnose und Therapie von Krebserkrankungen und von Leberleiden. Zu den unter ihrer Leitung entstandenen Entwicklungen gehören unter anderem Nanosensoren zur Früherkennung von Tumoren durch einfache Urintests, aber auch künstliche Mikro-Lebern, die zur modellhaften Untersuchung von Lebererkrankungen und Medikamenten-Stoffwechsel dienen können.

## Ehrungen und Auszeichnungen
Sangeeta Bhatia ist Trägerin zahlreicher wissenschaftlicher Auszeichnungen und Mitglied verschiedener Gelehrtengesellschaften, darunter der National Academy of Inventors, der National Academy of Engineering (beide seit 2015), der National Academy of Sciences (seit 2017), der American Academy of Arts and Sciences (seit 2015) und der National Academy of Medicine (seit 2019).
Im Jahr 2014 wurde ihr der Lemelson-MIT-Preis zuerkannt, im Jahr 2015 der Heinz Award für Technologie, Wirtschaft und Erwerbstätigkeit, im Jahr 2019 die Othmer-Goldmedaille. Die Universität Utrecht verlieh ihr 2017 die Ehrendoktorwürde.